# Vega (priimek)
Vega je priimek več znanih ljudi:
- Carcilaso de la Vega (~1501—1536), španski pesnik
- Diego de la Vega je bilo »pravo ime« mehiškega heroja Zora
- Jurij  Vega (1754—1802), slovenski matematik in fizik
- Félix Lope de Vega y Carpio (1562—1635), španski pisatelj
- Ramon Vega (*1971), špansko-švicarski nogometaš
- Suzanne Vega (*1959), ameriška pevka
- Teodoro Vega (*1976), mehiški atlet, tekač na dolge proge